# افسانه اوک‌نیو
افسانهٔ اوک‌نیو با نام اصلی گلی در زندان (به کره‌ای: 옥중화; هانجا: 獄中花; لاتین‌نویسی اصلاح‌شده: Okjunghwa; مک‌کیون–ریشاور: Okchunghwa) یک مجموعهٔ تلویزیونی تاریخی ساخت کره جنوبی در سال ۲۰۱۶ است. در این مجموعهٔ جین سه یون، گو سو، جونگ جون هو، پارک جو می و کیم می سوک می سوک نقش‌آفرینی کرده‌اند.

## خلاصهٔ داستان
مجموعهٔ تلویزیونی «افسانهٔ اوک‌نیو» داستان دختری به نام اوک‌نیو است که در زندان متولد می‌شود. او در ابتدا مشتاق است که به عضویت ادارهٔ پلیس درآید، ولی به‌دلیل مهارت‌های بالای او رئیس پلیس یا رئیس گروه مأمورین مخفی (جاسوسان)، او را برای عضویت در این گروه انتخاب می‌کند. او به دلیل مشکلاتش با همسر برادر ملکه جانگ نانجانگ، به دشمنی با او می‌پردازد و با توطئه او به بردگی گرفته می‌شود و به منطقه‌ای به نام هجو برده می‌شود. سپس به‌خاطر مهارت بالایش به عنوان ادیب مراسم به هانیانگ بازگردانده می‌شود. او پس از این اتفاقات متوجه می‌شود که تنها راه مقابله با جانگ نانجانگ، به دست آوردن قدرت و ثروت است و اقدام به تأسیس یک تجارت‌خانه می‌کند و سعی در گسترش این تجارت‌خانه می‌کند. وی بعدها با نام لی سو وون شناخته می‌شود و هویت واقعی‌اش را می‌فهمد و در قصر به قدرت می‌رسد. پس از آن با کمک سیستم قضایی سلسله چوسان به زندانیان کمک می‌کند.

## بازیگران
بازیگران اصلی
- جین سه یون در نقش اوک‌نیو / لی سو وون
  - جونگ دا-بین در نقش کودکی اوک‌نیو
- گو سو در نقش یون ته وون
  - جونگ یون سوک در نقش کودکی یون ته وون
- جونگ جون هو در نقش یون وون هیونگ
- پارک جو می در نقش جانگ نان جانگ
- کیم می سوک در نقش ملکه مون جونگ
- سو ها جون در نقش امپراتور

بازیگران جونوکسو
- جونگ ایون پیو در نقش جی چا دوک
- چویی مین چول در نقش جون ده شیک
- پارک گیل سو در نقش یو جونگ هو
- ایم جونگ‌ها در نقش لی هیو سانگ
- آن یون جین در نقش یو گیوم
- سو جون سوب در نقش چوون دونگ
- لی سه چانگ در نقش جون وو چی

بازیگران ماپو-سونگ پا
- لی هی دو در نقش گونگ جه میونگ
- کیم هیونگ بوم در نقش دو چی
- وی یانگ هو در نقش جک دو

افراد یون وون هیونگ و چونگ نان جونگ
- کیم سو یون در نقش یون شین هی
- منگ سانگ هون در نقش جئونگ مک گه
- کیم یون کیونگ در نقش مین دونگ جو

سایر بازیگران
- او نا را در نقش هوانگ گیوها
- ایم هو در نقش کانگ سون هو
- کواک مین هو در نقش گی جون سو
- کیم مین کیونگ در نقش کیم سانگ گونگ
- لی بونگ وون در نقش یانگ دونگ گو
- یون جی هو در نقش لی سو جونگ
- چویی ته جون در نقش سانگ جی هان
- لی ایپ سه در نقش جونگ گوم
- لی سوک در نقش یو جودیک
- بائه گو رین در نقش گا بی
- لی سونگ آ در نقش بانو هان (ندیمه امپراتور)
- شین گوک در نقش لی یونگ شین

بازیگران میهمان
- جان کوانگ ریول در نقش پارک ته سو
- کیم ایونگ سو
- جو جین مو

## جوایز

### جشنوارهٔ بین‌المللی مجموعهٔ تلویزیونی‌های سئول ۲۰۱۶
| قسمت                                              | نامزد       | نتیجه |
| ------------------------------------------------- | ----------- | ----- |
| برجسته‌ترین مجموعهٔ تلویزیونی کرهٔ جنوبی در سال ۲۰۱۶ | گل‌های زندان | برنده |

### جشنوارهٔ APAN Star Awards 2016
| قسمت                                                  | نامزد | نتیجه    | جایزه     |
| ----------------------------------------------------- | ----- | -------- | --------- |
| جایزهٔ بزرگ بازیگریِ سال                                | گو سو | نامزدشده | لوح تقدیر |
| بهترین بازیگر نقش اول مرد در مجموعهٔ تلویزیونی‌های بلند | گو سو | نامزدشده | لوح تقدیر |

### جشنوارهٔ مجموعهٔ تلویزیونی‌های کرهٔ جنوبی ۲۰۱۶
| قسمت                                                 | نامزد        | نتیجه    | جایزه     |
| ---------------------------------------------------- | ------------ | -------- | --------- |
| بهترین کارگردانی                                     | لی بیونگ هون | نامزدشده | لوح تقدیر |
| بهترین بازیگر نقش اول زن در مجموعهٔ تلویزیونی‌های بلند | جین سه یون   | نامزدشده | لوح تقدیر |
| بهترین بازیگر تازه‌کار نقش مکمل مرد                   | سئوها جون    | برنده    | لوح تقدیر |

### جشنوارهٔ سالانهٔ شبکهٔ MBC کرهٔ جنوبی
| قسمت                                                 | نامزد                  | نتیجه    | جایزه      |
| ---------------------------------------------------- | ---------------------- | -------- | ---------- |
| جایزهٔ بزرگ بازیگریِ سال                               | جین سه یون             | نامزدشده | تندیس زرین |
| بهترین مجموعهٔ تلویزیونی سال ۲۰۱۶ شبکه                | گل‌های زندان            | نامزدشده | تندیس زرین |
| بهترین بازیگر نقش اول مرد در پروژه‌های ویژهٔ شبکه      | گو سو                  | نامزدشده | تندیس زرین |
| بهترین بازیگر نقش مکمل زن در پروژه‌های ویژهٔ شبکه      | کیم می سوک             | نامزدشده | تندیس زرین |
| بهترین بازیگر نقش مکمل مرد در پروژه‌های ویژهٔ شبکه     | سئوها جون              | برنده    | تندیس زرین |
| بهترین بازیگر نقش مکمل مرد در پروژه‌های ویژهٔ شبکه     | چویی تائه جون          | نامزدشده | تندیس زرین |
| بهترین بازیگر نقش اول زن در مجموعهٔ تلویزیونی‌های بلند | جین سه یون             | برنده    | تندیس زرین |
| جایزهٔ طلایی بازیگر نقش مکمل مرد                      | جونگ جون هو            | برنده    | تندیس زرین |
| بهترین بازیگر کودک                                   | جونگ دا بین            | برنده    | تندیس زرین |
| بهترین زوج هنری                                      | جین سه یون و سئوها جون | نامزدشده | تندیس زرین |